# Unreal Tournament
Az Unreal Tournament (sz.sz. „valótlan/valószerűtlen bajnokság”, rövidítve: UT) egy FPS műfajú videójáték, melyet a Digital Extremes fejlesztett az Epic Games-szel közösen, és a GT Interactive adta ki 1999-ben. Több folytatást ért meg, egy egész sorozat készült azóta (Unreal Tournament 2003, Unreal Tournament 2004, Unreal Tournament 3). Az UT az Unreal nevű, szintén jelentős FPS nagymértékben továbbfejlesztett utódjátéka volt, lényegében ugyanazon technológiát használta, de a hangsúlyt a multiplayer módra tette (a játéktörténetet tekintve, nagymértékben eltávolodva az elődjétől), ezzel komoly konkurenciát teremtve a vele szinte egyidőben megjelenő Quake III Arena játéknak. E két termék új alműfajt teremtett, az aréna-FPS-t.
Az Unreal Tournamentet rajongók, különféle honlapok és néha szaklapok is UT néven rövidítik. Mivel ezt a játékot több hasonnevű folytatás is követte, a sorozatban való azonosítás végett használatos az UT '99, a (ritka) UT I., ill. a (pontatlan) UT GOTY rövidítés is, előbbi a megjelenés évéről, utóbbi pedig az egyik újrakiadásról (Game of the Year Edition, l. o.) elnevezve.

## Háttértörténet
"2291-ben a mélyűrbeli bányákban elharapódzó erőszak megfékezése céljából az Új Földi Kormány [NEG] törvényesítette a gladiátorjátékokat. A legnagyobb bányatársaság [a Liandri Corp.], karöltve az Új Földi Kormánnyal, véres nyilvános viadalok sorát alapította meg. E harcok népszerűsége egyenes arányban nőtt a brutalitásukkal. A Liandri hamarosan rájött, hogy ezek a játszmák jelentik társaságuk legjövedelmezőbb melléktevékenységét. Ezért professzionális szinten is megszervezték a bajnokságot - összegyűjtötték a világegyetem legvérengzőbb és legképzettebb harcosait, hogy a Nagy Játszmában [Grand Tournament] harcoljanak. Most 2341-et írunk. 50 év telt el az első Bajnokság óta, ami a tulajdonosainak több százmilliárd kredit hasznot hozott. A Liandri szervezőbizottsága neked is lehetőséget adott, hogy itt harcolhass. Erőd és brutalitásod legendás. Eljött az idő, hogy bizonyítsd: te vagy a legjobb! Hogy szétzúzd ellenfeleidet! Hogy megnyerd a Bajnokságot!" (a játék bevezető kommentárjának fordítása).
Az Unreal Tournament csak nagyon laza értelemben tekinthető az Unreal folytatásának: az „aréna-FPS” alműfaj követelményeinek megfelelően szakít az egy főhős kalandjaira építő akció-kaland-FPS tematikával, a cselekményt az Unreallal azonos fiktív világba helyezi, de a hangsúly a multiplayeres, emberek által irányított karakterek harcán alapuló játékon van. Hogy mégis egy világban játszódik a két játék, azt az UT pályáinak, szereplőinek és fegyvereinek dokumentációjában olvasható számos apró utalás biztosítja (ld. pl. DM-Fractal, DOM-MetalDream, a GOTY kiadásban pl. DM-ArcaneTemple).
Az utolsó pályán - egy deatmatch során (DM-Hyperblast) - a Liandri által szponzorált favoritot és az aktuális bajnokot, a speciális páncélzatot viselő és a botok közül a legintelligensebben viselkedő egyetlen boss (videójátékok)t, Xan Kriegort kell legyőzni. Ha ezt elérte a játékos, akkor nyert.

### Játékmódok
- Deathmatch (öldöklés): Klasszikus mindenki-mindenki ellen. A játékosok egymást gyilkolásszák a pályákon elhelyezett fegyverekkel; a „gyilkosságokat” frageknek nevezik (ejtsd: freg).[3] Az a játékos nyer, aki legelőször eléri a megszabott frag számot vagy a megadott idő lejárta után, akinek a legtöbb fragje van.
  - Last man standing (az utolsó emberig): Deathmatch variáció; a rangsorolás az alapján megy, hogy az adott játékosok mennyiszer halnak meg. Egy előre megadott küszöb feletti halálozás esetén a játékos kiesik, az utolsónak maradó játékos, vagy adott időhatár alatt a legkevesebbszer megölt játékos nyer.
- Team deathmatch (csapatos öldöklés): Csapatok egymás ellen, a pontozás a deathmatchhez hasonló egyénileg, de a végeredményt a csapattagok pontjainak összege alapján felállított sorrend adja meg.
- Capture the flag (zászlórablás): Ezen játékmódban az a feladat, hogy az ellenfél bázisán lévő zászlót elhozzák a csapatok a saját bázisukra, így szerezve pontokat. Általában egy előre megadott ponthatár van a pályához rendelve, amelyik csapat először eléri, az nyer (alternatíva: időhatár).
- Domination (uralom/területfoglalás): A térképen előre megadott pontok (kettő vagy három ellenőrzőpont) elfoglalásával szerezhetőek pontok. Az ellenőrzőpontot megadott ideig megtartva egy pontot kap a csapat, ezalatt a pont közelébe nem szabad ellenséges játékost engedni.
- Assault (roham): Két csapatra osztott játék, ahol az egyik csapat véd egy bázist, míg a másik feladata azt elfoglalni. Tipikusan több részfeladatra bontott mód. Ha a bázist elfoglalták vagy az időhatár lejárt, azaz az első körnek bárhogyan is vége, új kör kezdődik: a védő csapat lesz a támadó és viszont. Az a csapat nyer, aki mindkét körben nyert, ha az első két kör döntetlen, akkor egy harmadik, mindent eldöntő kör kezdődik, amelyben újra az első csapat a védő.

## Játékmenet
Az UT-t úgy tervezték, hogy a fej-fej elleni többjátékos ún. deathmatch az elsődleges játékmódja. Az „egyjátékos mód” számítógépes ellenfelekkel, ún. botokkal vívott ugyanilyen deathmatch játszmák sorozata (kiegészítve domination, ctf és assault pályákkal). Bár számítógép irányította ellenfelekkel a többjátékos módban is lehet versenyezni, csapatjátszma esetén például gyakran előfordulnak - ha az egyik csapatban pl. épp nincs elég emberi játékos a hálózaton, akkor kiegészíthető a csapat botokkal.
A botok mesterséges intelligenciáját dicsérték, és elismerték, mint abban az időben az egyik elérhető legjobbat.
Az „egyjátékos mód” során először négy deathmatch-t kell megnyerni, a negyedik (DM-Fractal) megnyerése teszi elérhetővé a domination pályákat (nem egyszerre, hanem lépésről lépésre). A játékos továbbmehet a tíz (eredeti kiadás) vagy tizenkettő (GOTY kiadás) deathmatch pályán - ezeket megnyerve egy kisebb trófeát kap, aminek (akárcsak a többi trófeának) semmilyen játékbeli szerepe nincs (pl. bónusz életerő vagy pickupok) - az UT-ban nincs beépített karakterfejlődés. Megkezdheti a domination pályasor teljesítését is: a tanítópályát is beleértve tíz "uralom" játszma vár megnyerésre (az utolsó, "DOM-MetalDream" után szintén egy arcade stílusú, csak szimbolikus jelentőségű trófeát nyer).
A negyedik (DOM-Cryptic) uralom játszma után elérhetővé válik a zászlórablás pályasor; szintén lépésről lépésre: a játékos immár a deathmatch, az uralom és a ctf játékmódok pályáinak bármelyike közül választhat - ha a megfelelő előző pályát már megnyerte. A tíz (első kiadás) vagy tizenkettő (GOTY) megnyert zászlórablás után szintén trófea a jutalma.
A negyedik (CTF-Coret) megnyert zászlórablás teszi elérhetővé az utolsó játékmódot, az assault-ot. Hét ilyen pálya válik sorra elérhetővé, ha az előző pályán a játékos győzött. Ahogy eddig, az assault ladder végigvitele is trófeát eredményez.
Ha a játékosnak megvan mind a négy trófeája (dm, dom, ctf és assault), egy új, "challenge" nevű opció válik elérhetővé. Ez egy négy deatchmatch-ből álló küldetéssor, amelynek végén a már említett Xan-t kell legyőzni, és a Valótlan Bajnokság ezzel ér véget.
Az UT tartalmaz egy Practice session (Gyakorlás) menünevű lehetőséget. Itt bármelyik pálya elérhető, játszható, függetlenül az egyjátékos módban elért eredményektől, a játékos nagymértékben testre is szabhatja az ellenfeleket, illetve különféle mutator-okat alkalmazhat. A rajongók által alkalmazott intenzív modding eredményeképp (aminek számításba vétele bevallottan  része volt az Epic marketingstratégiájának) ez a menü hihetetlenül kitágítja az UT lehetőségeit: akár új játékmódokkal (Monsterhunt, Jailbreak, fegyver-aréna módok, vagy akár az Unreal singleplayeréhez hasonló történetszerű küldetések is). Ld. még Módosítások.

## Fogadtatás
A játékot a kritikusok a megjelenésekor nagyra értékelték, dicsérték elsősorban az akkori korban kimagasló grafikai, játékélménybeli és többjátékos képességei miatt. Szinte az összes jelentős szaklapnál 90% körüli, vagy a fölötti értékelést kapott, az eladási statisztikái is jó teljesítményt mutattak.
2001 és 2002 években még hivatalos versenyt is hirdettek ezzel a játékkal a World Cyber Games világbajnokságon. (2003-ban már a folytatással szerepelt a széria)

## Utóélet

### Módosítások
Az Unreal motor úgy készült (moduláris felépítés), hogy a rá épülő játékok  bármelyike esetében adott legyen az elvi lehetőség a rajongók számára, hogy a játékmenettől a grafikán át a háttérzene-zenelejátszási opciókig, bármit nagymértékben módosíthassanak (ehhez ismerni kell a motort „működtető” szkriptnyelvet, ami elvileg nyilvános). Ennek megfelelően Unreal és az UT sorozat mindegyik tagja, ide értve tehát az UT '99-et is, nagymértékben modolható. Ezt a rajongók ki is használták, a világhálón több száz apróbb-nagyobb módosítás érhető el, és felbecsülni is nehéz, mennyi készülhetett összesen.
Ezen módosítások között van olyan, ami csak apróbb változtatásokat eredményezett - csak néhány példa: néhány fegyver, vagy az összes, lecserélése (Nali Weapons, Oldskool, SWWM), a pályák Unrealbeli szörnyekkel (Monster Madness, Monster Hunt) vagy vízzel való elárasztása (WaterWar), vagy a pályák háttérzenéinek megváltoztatása (Oldskool) - de voltak teljes konverziók is, pl. a Tactical Ops, ami olyan sikeres lett, hogy később önálló játékként is megjelent. Néhány rajongócsoport az Unreal mintájára egyjátékos pályasorokat készített (Operation Na Pali, Legacy, Nali Chronicles). A rajongók számos új játékmódot is kitaláltak, vagy implementáltak át más videójátékokból (akár az UT elődjeiből vagy követőiből). A játékmód-változtatások közül igen népszerű lett a már említett MonsterHunt (szörnyvadászat), amelyet egy Kenneth 'Shrimp' Watson nevű, Dél-Afrikában élő angol informatikus készített, és forráskódját is közrebocsátotta (írt még egy UnWheel nevű modot is.) . Lényege, hogy egy pályán úgy kell végigmenni, vagy hasonló feladatot teljesíteni, hogy ebben bizonyos számú, különböző helyeken felbukkanó, az Unreal-ból ismert szörny (skaarj, titán, behemót, manta stb.) akadályozza a játékost vagy csapatát(általában csapatban játsszák, co-op jellegű). A MonsterHunt mód fontosságára utal az is, hogy az Unreal Tournament 2003 c. folytatásban a játék része lett módosított formában, Invasion néven.
Néhány mod annyira népszerűvé vált, hogy az Epic és a kiadó integrálta az újrakiadásokba is, így a "GOTY" kiadás óta vitathatatlanul az UT részét képezi. Ezek: még az Epic készítette a „relics” („ereklye”) mutatort, ez 6 olyan tárgyat helyez el a pályákon, melyek felvehetőek az eszköztárba (inventory), és birtoklásuk alatt különleges képességeket adnak a játékosnak (feltámadás - megölés esetén nem veszik el az inventory tartalma; vagy az életerőpontok lassú regenerálódása stb.). A másik integrált mod a Chaos UT nevű mutator: ez elsősorban egy fegyverarzenál-bővítés (kard, nyílpuskák, bombavető), de a készítők meglehetősen sajátos (az UT futurisztikus, high-tech látványvilágától inkább goth külsőségek felé forduló) hangulatú ChaosUT pályákkal is fokozták a játékélményt.

### Folytatások
Az eredeti játék sikere szavatolta a folytatások megjelenését, ezekből eddig 3 jelent meg: az UT2003, UT2004, és az UT 3 (eredetileg UT2007 néven). Több remake is készült az eredeti játékból, az aktuális motort próbálták a technikai fejlődés szerint mindig továbbfejleszteni különböző csapatok. Az egyik eredeti fejlesztő cég, a Digital Extremes 2000-ben még úgy tervezte, hogy készít egy Dark Sector nevű kvázi-folytatást, de ez végül soha nem látott napvilágot ilyen formában, csak különböző elemek kerültek beépítésre az UT2004-ben.
A játéknak a mai napig van egy kicsi, de lelkes rajongótábora, különböző fansite-okat tartanak fenn.

## Rendszerkövetelmények
| Minimum Ajánlott Linux [ 8 ] Operációs rendszer Linux 2.2.x, glibc 2.1 CPU Intel Pentium II Memória 64 MB 128 MB Merevlemez 550 MB szabad Hálózat Internet kapcsolat az online többjátékos módhoz Windows [ 9 ] [ mj 2 ] Operációs rendszer Windows 95 , 98 , 2000 , Me , NT4.0 vagy XP CPU Intel Pentium 200 MHz Intel Pentium II 266 MHz Memória 32 MB 64 MB Merevlemez 120 MB szabad 605 MB szabad Hálózat Internet kapcsolat az online többjátékos módhoz Macintosh [ 10 ] Operációs rendszer Mac OS 7.6 vagy újabb CPU PowerPC 603e 200 MHz vagy gyorsabb Memória 64 MB Merevlemez 120 MB szabad |                                                 |                                                 |
| | Minimum                                         | Ajánlott                                        |
| Linux |                                                 |                                                 |
| Operációs rendszer | Linux 2.2.x, glibc 2.1                          | Linux 2.2.x, glibc 2.1                          |
| CPU | Intel Pentium II                                | Intel Pentium II                                |
| Memória | 64 MB                                           | 128 MB                                          |
| Merevlemez | 550 MB szabad                                   | 550 MB szabad                                   |
| Hálózat | Internet kapcsolat az online többjátékos módhoz | Internet kapcsolat az online többjátékos módhoz |
| Windows |                                                 |                                                 |
| Operációs rendszer | Windows 95, 98, 2000, Me, NT4.0 vagy XP         | Windows 95, 98, 2000, Me, NT4.0 vagy XP         |
| CPU | Intel Pentium 200 MHz                           | Intel Pentium II 266 MHz                        |
| Memória | 32 MB                                           | 64 MB                                           |
| Merevlemez | 120 MB szabad                                   | 605 MB szabad                                   |
| Hálózat | Internet kapcsolat az online többjátékos módhoz | Internet kapcsolat az online többjátékos módhoz |
| Macintosh |                                                 |                                                 |
| Operációs rendszer | Mac OS 7.6 vagy újabb                           | Mac OS 7.6 vagy újabb                           |
| CPU | PowerPC 603e 200 MHz vagy gyorsabb              | PowerPC 603e 200 MHz vagy gyorsabb              |
| Memória | 64 MB                                           | 64 MB                                           |
| Merevlemez | 120 MB szabad                                   | 120 MB szabad                                   |